# Harpactocrates escuderoi
Harpactocrates escuderoi är en spindelart som beskrevs av José Vicente Ferrández 1986. Harpactocrates escuderoi ingår i släktet Harpactocrates och familjen ringögonspindlar.
Artens utbredningsområde är Spanien. Inga underarter finns listade i Catalogue of Life.